# 迪門特鎮區 (伊利諾伊州奧格爾縣)
迪門特鎮區（英語：Dement Township）是位於美國伊利諾伊州奧格爾縣的一個行政鎮區。

## 地方資料
根據2010年美國人口普查的數據，迪門特鎮區的面積為90.60平方千米，當中陸地面積為90.50平方千米，而水域面積為0.10平方千米。當地共有人口957人，而人口密度為每平方千米10.56人。